# Andrà tutto bene (Elisa)
Andrà tutto bene è un singolo della cantante italiana Elisa, pubblicato il 10 aprile 2020 su etichetta Universal Music Group.

## Descrizione
Il brano, che vede la partecipazione del cantautore italiano Tommaso Paradiso, è stato scritto da quest'ultimo insieme ad Elisa durante il periodo di quarantena applicato in Italia per la pandemia di COVID-19. I due cantautori hanno trasmesso in numerose live di Instagram il processo creativo di scrittura di testi e musica, apportando così il contributo dei rispettivi fans che intervenivano consigliando modifiche tramite messaggi inviati durante le dirette.
Il titolo della canzone deriva dallo slogan utilizzato dagli italiani per darsi speranza durante il periodo di quarantena.

## Tracce
Testi di Elisa Toffoli, Tommaso Paradiso, musiche di Elisa Toffoli.
1. Andrà tutto bene (feat. Tommaso Paradiso) – 3:28

## Formazione
- Elisa – voce, produzione, testo e musica
- Tommaso Paradiso – voce aggiuntiva, testo e musica

## Classifiche
| Classifica (2020) | Posizione massima |
| ----------------- | ----------------- |
| Italia            | 27                |